# 1984年
1984年（1984 ねん）は、西暦（グレゴリオ暦）による、日曜日から始まる閏年。昭和59年。
この項目では、国際的な視点に基づいた1984年について記載する。

## 他の紀年法
- 干支：甲子（きのえ ね）
- 日本（月日は一致）
  - 昭和59年
  - 皇紀2644年
- 大韓民国（月日は一致）
  - 檀紀4317年
- 中華民国（月日は一致）
  - 中華民国73年
- 朝鮮民主主義人民共和国（月日は一致）
  - 主体73年
- 仏滅紀元：2526年 - 2527年
- イスラム暦：1404年3月27日 - 1405年4月7日
- ユダヤ暦：5744年4月26日 - 5745年4月7日
- Unix Time：441763200 - 473385599
- 修正ユリウス日 (MJD)：45700 - 46065
- リリウス日 (LD)：146541 - 146906

※ 主体暦は、朝鮮民主主義人民共和国で1997年に制定された。

## カレンダー
| 1月 |    |    |    |    |    |    |
| 日  | 月 | 火 | 水 | 木 | 金 | 土 |
| 1   | 2  | 3  | 4  | 5  | 6  | 7  |
| 8   | 9  | 10 | 11 | 12 | 13 | 14 |
| 15  | 16 | 17 | 18 | 19 | 20 | 21 |
| 22  | 23 | 24 | 25 | 26 | 27 | 28 |
| 29  | 30 | 31 |    |    |    |    |
|     |    |    |    |    |    |    |

| 2月 |    |    |    |    |    |    |
| 日  | 月 | 火 | 水 | 木 | 金 | 土 |
|     |    |    | 1  | 2  | 3  | 4  |
| 5   | 6  | 7  | 8  | 9  | 10 | 11 |
| 12  | 13 | 14 | 15 | 16 | 17 | 18 |
| 19  | 20 | 21 | 22 | 23 | 24 | 25 |
| 26  | 27 | 28 | 29 |    |    |    |
|     |    |    |    |    |    |    |

| 3月 |    |    |    |    |    |    |
| 日  | 月 | 火 | 水 | 木 | 金 | 土 |
|     |    |    |    | 1  | 2  | 3  |
| 4   | 5  | 6  | 7  | 8  | 9  | 10 |
| 11  | 12 | 13 | 14 | 15 | 16 | 17 |
| 18  | 19 | 20 | 21 | 22 | 23 | 24 |
| 25  | 26 | 27 | 28 | 29 | 30 | 31 |
|     |    |    |    |    |    |    |

| 4月 |    |    |    |    |    |    |
| 日  | 月 | 火 | 水 | 木 | 金 | 土 |
| 1   | 2  | 3  | 4  | 5  | 6  | 7  |
| 8   | 9  | 10 | 11 | 12 | 13 | 14 |
| 15  | 16 | 17 | 18 | 19 | 20 | 21 |
| 22  | 23 | 24 | 25 | 26 | 27 | 28 |
| 29  | 30 |    |    |    |    |    |
|     |    |    |    |    |    |    |

| 5月 |    |    |    |    |    |    |
| 日  | 月 | 火 | 水 | 木 | 金 | 土 |
|     |    | 1  | 2  | 3  | 4  | 5  |
| 6   | 7  | 8  | 9  | 10 | 11 | 12 |
| 13  | 14 | 15 | 16 | 17 | 18 | 19 |
| 20  | 21 | 22 | 23 | 24 | 25 | 26 |
| 27  | 28 | 29 | 30 | 31 |    |    |
|     |    |    |    |    |    |    |

| 6月 |    |    |    |    |    |    |
| 日  | 月 | 火 | 水 | 木 | 金 | 土 |
|     |    |    |    |    | 1  | 2  |
| 3   | 4  | 5  | 6  | 7  | 8  | 9  |
| 10  | 11 | 12 | 13 | 14 | 15 | 16 |
| 17  | 18 | 19 | 20 | 21 | 22 | 23 |
| 24  | 25 | 26 | 27 | 28 | 29 | 30 |
|     |    |    |    |    |    |    |

| 7月 |    |    |    |    |    |    |
| 日  | 月 | 火 | 水 | 木 | 金 | 土 |
| 1   | 2  | 3  | 4  | 5  | 6  | 7  |
| 8   | 9  | 10 | 11 | 12 | 13 | 14 |
| 15  | 16 | 17 | 18 | 19 | 20 | 21 |
| 22  | 23 | 24 | 25 | 26 | 27 | 28 |
| 29  | 30 | 31 |    |    |    |    |
|     |    |    |    |    |    |    |

| 8月 |    |    |    |    |    |    |
| 日  | 月 | 火 | 水 | 木 | 金 | 土 |
|     |    |    | 1  | 2  | 3  | 4  |
| 5   | 6  | 7  | 8  | 9  | 10 | 11 |
| 12  | 13 | 14 | 15 | 16 | 17 | 18 |
| 19  | 20 | 21 | 22 | 23 | 24 | 25 |
| 26  | 27 | 28 | 29 | 30 | 31 |    |
|     |    |    |    |    |    |    |

| 9月 |    |    |    |    |    |    |
| 日  | 月 | 火 | 水 | 木 | 金 | 土 |
|     |    |    |    |    |    | 1  |
| 2   | 3  | 4  | 5  | 6  | 7  | 8  |
| 9   | 10 | 11 | 12 | 13 | 14 | 15 |
| 16  | 17 | 18 | 19 | 20 | 21 | 22 |
| 23  | 24 | 25 | 26 | 27 | 28 | 29 |
| 30  |    |    |    |    |    |    |
|     |    |    |    |    |    |    |

| 10月 |    |    |    |    |    |    |
| 日   | 月 | 火 | 水 | 木 | 金 | 土 |
|      | 1  | 2  | 3  | 4  | 5  | 6  |
| 7    | 8  | 9  | 10 | 11 | 12 | 13 |
| 14   | 15 | 16 | 17 | 18 | 19 | 20 |
| 21   | 22 | 23 | 24 | 25 | 26 | 27 |
| 28   | 29 | 30 | 31 |    |    |    |
|      |    |    |    |    |    |    |

| 11月 |    |    |    |    |    |    |
| 日   | 月 | 火 | 水 | 木 | 金 | 土 |
|      |    |    |    | 1  | 2  | 3  |
| 4    | 5  | 6  | 7  | 8  | 9  | 10 |
| 11   | 12 | 13 | 14 | 15 | 16 | 17 |
| 18   | 19 | 20 | 21 | 22 | 23 | 24 |
| 25   | 26 | 27 | 28 | 29 | 30 |    |
|      |    |    |    |    |    |    |

| 12月 |    |    |    |    |    |    |
| 日   | 月 | 火 | 水 | 木 | 金 | 土 |
|      |    |    |    |    |    | 1  |
| 2    | 3  | 4  | 5  | 6  | 7  | 8  |
| 9    | 10 | 11 | 12 | 13 | 14 | 15 |
| 16   | 17 | 18 | 19 | 20 | 21 | 22 |
| 23   | 24 | 25 | 26 | 27 | 28 | 29 |
| 30   | 31 |    |    |    |    |    |
|      |    |    |    |    |    |    |

## できごと
世界のできごとのみ記載。

### 1月
- 1月1日
  - AT&T分割。
  - ブルネイ独立。
- 1月14日 - マクドナルドの創業者レイ・クロックがカリフォルニア州サンディエゴの病院で死去[1]。
- 1月21日 - 映画ターザンの主役を務めたジョニー・ワイズミュラーが死去。
- 1月24日 - 米Apple ComputerがMacintoshを発表。

### 2月
- 2月8日 - 冬季サラエボオリンピックが開幕。
- 2月9日 - ソ連共産党のユーリ・アンドロポフ書記長死去。後任にコンスタンティン・チェルネンコ第二書記を選出。

### 4月
- 4月22日 - リビア大使館員によるデモ隊への乱射事件を受けてイギリスがリビアと国交を断絶。

### 6月
- 6月7日 - 第10回サミット開催（イギリス・ロンドン）。
- 6月11日 - イタリア共産党のエンリコ・ベルリングェル書記長死去。
- 6月14-17日 - 欧州諸共同体加盟国で欧州議会議員選挙の投票が実施される。

### 7月
- 7月28日 - ロサンゼルスオリンピック開催。

### 8月
- 8月3日 - 日本の静止気象衛星「ひまわり3号」打上げ。
- 8月4日 - アフリカのオートボルタがブルキナファソに改名。
- 8月5日 - ロサンゼルスオリンピックで、オリンピックで初めての女子マラソンを実施。
- 8月12日 - 7月28日から開催されていた第23回夏季オリンピック・ロサンゼルス大会が閉幕。
- 8月21日 - フィリピン・マニラで、フェルディナンド・マルコス同国大統領に対する50万人規模の抗議デモ発生。
- 8月24日 - トヨタ自動車が製造業で初の5兆円企業（売上高）となる。
- 8月30日 - スペースシャトル・ディスカバリー、初の打ち上げに成功。

### 10月
- 10月12日 - ブライトンホテル爆破事件（英語版）
- 10月19日 - カトリック教会の司祭、イエジ・ポピエウシュコがポーランド公安部によって暗殺。
- 10月25日 - オーストラリアからコアラ6頭が贈られて日本に初めて上陸。
- 10月31日 - インド首相、インディラ・ガンジーが暗殺される。

### 11月
- 11月6日 - アメリカ大統領選挙でレーガンが再選。
- 11月11日 - たま初ライブ。
- 11月11日 - シンボリルドルフが菊花賞を勝利し、史上4頭目の牡馬クラシック三冠達成。無敗（8戦8勝）での三冠達成は日本競馬史上初。
- 11月25日 - カツラギエースが日本調教馬として初めてジャパンカップで優勝。

### 12月
- 12月3日 - インド・ボパールにあるユニオン・カーバイドの殺虫剤工場から有毒ガスが流出、2万人近くが死亡したボパール化学工場事故が発生。
- 12月19日 - イギリス（サッチャー首相）と中国（趙紫陽国務院総理）が香港返還合意文書に調印。これにより1997年7月1日に香港が中国に返還されることに。
- 12月27日 - 南極大陸・アラン・ヒルズ（英語版）にて、火星を起源とする隕石「アラン・ヒルズ84001」が採取される。

## 芸術・文化

### 音楽
- シーラE「グラマラス・ライフ」
- ダン・ハートマン「あなたを夢見て」
- ロマンティックス「トーキン・イン・ユア・スリープ」
- フィル・コリンズ「見つめて欲しい」[2]
- プリンス「ビートに抱かれて（ウェン・ダブズ・クライ）」「パープル・レイン」

### 映画
- ストリート・オブ・ファイヤー
- カリブの熱い夜

## スポーツ
- ボクシング
- ティム・ウィザースプーンがグレグ・ペイジ（2009年50歳死去）を判定で破って、WBC世界ヘビー級チャンピオンになった。
- ロサンゼルスオリンピック（夏季）
  - 柔道競技で山下泰裕が左足に怪我を負いながらもエジプト代表のラシュワンを破り金メダルを獲得。
- サラエボオリンピック（冬季）
- 野球

- モータースポーツ
  - 世界耐久選手権
  - F1世界選手権
    - ドライバー ニキ・ラウダ（マクラーレン・TAGポルシェ）
    - コンストラクター マクラーレン・TAGポルシェ

  - ロードレース世界選手権
    - 500cc エディ・ローソン
    - 250cc クリスチャン・サロン
- サッカー
  - UEFA欧州選手権で地元開催のフランスが優勝、初の国際タイトルを取った。ミシェル・プラティニの全盛期である。

## 誕生

### 1月
- 1月1日 - パオロ・ゲレーロ、サッカー選手
- 1月1日 - マリック・バディアヌ、サッカー選手
- 1月1日 - モハマド・ガダル、サッカー選手
- 1月3日 - フィリプ・ザレウシキー、フィギュアスケート選手
- 1月5日 - イケチュク・ウチェ、サッカー選手
- 1月5日 - ユ・イニョン、女優
- 1月5日 - ライアン・オメラ、フィギュアスケート選手
- 1月6日 - ポール・オセゲラ、プロ野球選手
- 1月7日 - カルロス・コーポラン、メジャーリーガー
- 1月7日 - シャビエル・マルガイラス、サッカー選手
- 1月7日 - ジョン・レスター、メジャーリーガー
- 1月7日 - マックス・リーメルト、俳優
- 1月8日 - 金正恩、朝鮮民主主義人民共和国第3代最高指導者
- 1月8日 - ジェフ・フランコーア、メジャーリーガー
- 1月9日 - オリバー・ジャービス、レーシングドライバー
- 1月9日 - 蒼国来栄吉、大相撲力士
- 1月10日 - アレクサンドル・ポポフ、フィギュアスケート選手
- 1月10日 - マルアーヌ・シャマフ、サッカー選手
- 1月10日 - 丸山穂高、政治家
- 1月11日 - スタイン・スハールス、サッカー選手
- 1月14日 - エリック・アイバー、メジャーリーガー
- 1月14日 - マイク・ペルフリー、メジャーリーガー
- 1月15日 - メーガン・ジェンドリック、競泳選手
- 1月16日 - クレイグ・ビーティ、サッカー選手
- 1月16日 - ステファン・リヒトシュタイナー、サッカー選手
- 1月16日 - 増田隆之、声優
- 1月17日 - カルヴィン・ハリス、歌手
- 1月18日 - ジャスティン・トーマス、プロ野球選手
- 1月18日 ‐ 長谷部誠、サッカー選手
- 1月19日 - アリオナ・サフチェンコ、フィギュアスケート選手
- 1月19日 - カルン・チャンドック、F1ドライバー
- 1月19日 - ニコラス・パレハ、サッカー選手
- 1月22日 - ウバルド・ヒメネス、メジャーリーガー
- 1月22日 - 吉村健二、野球選手
- 1月22日 - レオン・ポウ、バスケットボール選手
- 1月23日 - アリエン・ロッベン、サッカー選手
- 1月24日 - スコット・カズミアー、メジャーリーガー
- 1月24日 - ボイ・ヴァーテルマン、サッカー選手
- 1月25日 - オンドレイ・ホタレック、フィギュアスケート選手
- 1月25日 - シュテファン・キースリング、サッカー選手
- 1月25日 - ロビーニョ、サッカー選手
- 1月26日 - アントニオ・ルカヴィナ、サッカー選手
- 1月26日 - 羅雪娟、元競泳選手
- 1月28日 - アンドレ・イグダーラ、バスケットボール選手
- 1月29日 - ヌーノ・モライス、サッカー選手
- 1月29日 - ナタリー・デュトワ、競泳選手
- 1月30日 - キッド・クディ、ラッパー
- 1月30日 - 琴奨菊和弘、力士・大関
- 1月30日 - ジェレミー・ハーミッダ、メジャーリーガー
- 1月31日 - アレッサンドロ・ロジーナ、サッカー選手
- 1月31日 - ウラジミール・ビストロフ、サッカー選手
- 1月31日 - ジェレミー・ウォリナー、陸上競技選手
- 1月31日 - モハメド・チテ、サッカー選手

### 2月
- 2月1日 - オスカー・アングロ、野球選手
- 2月1日 - 佐藤有世、声優
- 2月1日 - ダレン・フレッチャー、サッカー選手
- 2月1日 - マティアス・メルツ、オリエンテーリング選手
- 2月2日 - 胡金龍、プロ野球選手
- 2月4日 - ダグ・フィスター、メジャーリーガー
- 2月5日 - カルロス・テベス、サッカー選手
- 2月6日 - アントワン・ライト、バスケットボール選手
- 2月6日 - ダレン・ベント、サッカー選手
- 2月8日 - セシリー・ストロング、女優
- 2月8日 - マノン・フリール、バレーボール選手
- 2月9日 - アンナ・ユルキェビッチ、フィギュアスケート選手
- 2月9日 - ディオナー・ナバーロ、メジャーリーガー
- 2月9日 - 韓庚、歌手、俳優
- 2月9日 - ハンネ・ヴァトネ、シンガーソングライター
- 2月10日 - アレックス・ゴードン、メジャーリーガー
- 2月10日 - ザザ・パチュリア、バスケットボール選手
- 2月10日 - ルイス・クルーズ、プロ野球選手
- 2月12日 - カテリーン・イバルグエン、陸上選手
- 2月15日 - ネイト・シャーホルツ、メジャーリーガー
- 2月15日 - mink、歌手
- 2月16日 - ウサマ・メルーリ、競泳選手
- 2月17日 - マルチン・ゴルタット、バスケットボール選手
- 2月17日 - ユリア・メルクロワ、バレーボール選手
- 2月18日 - イドリス・カルロス・カメニ、サッカー選手
- 2月18日 - ブライアン・ボグセビッチ、プロ野球選手
- 2月19日 - マリリン・プラ、フィギュアスケート選手
- 2月20日 - ブライアン・マッキャン、メジャーリーガー
- 2月21日 - 香里奈、女優、モデル
- 2月21日 - ダビド・オドンコール、サッカー選手
- 2月21日 - ダミアン・モロニー、俳優
- 2月22日 - ブラニスラヴ・イヴァノヴィッチ、サッカー選手
- 2月25日 - 邢慧娜、陸上競技選手
- 2月25日 - ハインリヒ・ハウスラー、自転車競技選手
- 2月26日 - アレックス・デ・アンジェリス、オートバイレーサー
- 2月26日 - エマニュエル・アデバヨール、サッカー選手
- 2月26日 - ベレン・サート、女優
- 2月27日 - アニバル・サンチェス、メジャーリーガー
- 2月27日 - スコット・マシソン、プロ野球選手
- 2月28日 - カロリナ・クルコヴァ、ファッションモデル
- 2月29日 - カレン・ジョーンズ、競泳選手
- 2月29日 - ダレン・アンブローズ、サッカー選手
- 2月29日 - 吉岡聖恵、歌手（いきものがかり）

### 3月
- 3月1日 - パトリック・ヘルメス、サッカー選手
- 3月1日 - ボシュコ・ヤンコヴィッチ、サッカー選手
- 3月2日 - 鄭大世、サッカー選手
- 3月4日 - 岩村愛子、女優、声優
- 3月4日 - ザク・ウィットブレッド、サッカー選手
- 3月5日 - ギョーム・オアロ、サッカー選手
- 3月7日 - ブランドン・T・ジャクソン、俳優
- 3月7日 - マチュー・フラミニ、サッカー選手
- 3月8日 - サーシャ・ブヤチッチ、バスケットボール選手
- 3月8日 - ノラ＝ジェーン・ヌーン、女優
- 3月8日 - 山田恵里、ソフトボール選手
- 3月9日 - カメル・ギラス、サッカー選手
- 3月9日 - スヴェトラーナ・ニコラエワ、フィギュアスケート選手
- 3月10日 - オリヴィア・ワイルド、女優
- 3月10日 - ダヴィ・ジョゼ・シルバ・ド・ナシメント、サッカー選手
- 3月12日 - ジェイミー・アレクサンダー、女優
- 3月12日 - ホセ・アレドンド、元メジャーリーガー
- 3月13日 - デニス・スアレス、プロ野球選手
- 3月15日 - イ・ユンジ、女優
- 3月20日 - 野村佑香、女優
- 3月20日 - フェルナンド・トーレス、サッカー選手
- 3月21日 - ソポ・ゲロヴァニ、歌手
- 3月21日 - ワーナー・マドリガル、プロ野球選手
- 3月22日 - ジョー・スミス、メジャーリーガー
- 3月22日 - ピオトル・トロホウスキ、サッカー選手
- 3月24日 - 神永東吾、ミュージカル俳優
- 3月24日 - クリス・ボッシュ、バスケットボール選手
- 3月24日 - パク・ボム、歌手
- 3月24日 - ホセ・ルイス、プロ野球選手
- 3月25日 - キャサリン・マクフィー、歌手、女優、モデル
- 3月28日 - クリストファー・サンバ、サッカー選手
- 3月29日 - キラ・カアイフエ、プロ野球選手
- 3月29日 - フアン・モナコ、テニス選手
- 3月30日 - サマンサ・ストーサー、テニス選手
- 3月30日 - ジム・ハウザー、プロ野球選手
- 3月30日 - スカイラー・ストロズモー、プロ野球選手
- 3月30日 - マリオ・アンチッチ、テニス選手

### 4月
- 4月2日 - ショーン・ロバーツ、俳優
- 4月3日 - マクシミリアーノ・ロペス、サッカー選手
- 4月4日 - ショーン・メイ、バスケットボール選手
- 4月4日 - トーマス・ルヴクヴィスト、自転車競技選手
- 4月5日 - マーシャル・オールマン、俳優
- 4月5日 - ロドニー・カーニー、バスケットボール選手
- 4月6日 - ミカエル・シアニ、サッカー選手
- 4月7日 - レナト・ヤンバエフ、サッカー選手
- 4月8日 - 申芮智、フィギュアスケート選手
- 4月9日 - アダム・ローウェン、メジャーリーガー
- 4月10日 - カルロス・アドリアーノ・デ・ジョス・ソアレス（アレモン）、サッカー選手（+ 2007年）
- 4月10日 - マンディ・ムーア、歌手
- 4月10日 - ゴンサロ・ロドリゲス、サッカー選手
- 4月11日 - アレハンドロ・デアザ、メジャーリーガー
- 4月11日 - アンドレス・ブランコ、メジャーリーガー
- 4月12日 - レビ・ロメロ、プロ野球選手
- 4月13日 - アンデルス・リンデゴーア、サッカー選手
- 4月13日 - 水嶋ヒロ、俳優、小説家
- 4月14日 - クリス・ラルー、プロ野球選手
- 4月14日 - 日馬富士公平、大相撲第70代横綱
- 4月15日 - 陳玘、中国の卓球選手
- 4月16日 - ケロン・スチュワート、陸上競技選手
- 4月16日 - ムラド・メグニ、サッカー選手
- 4月16日 - ロマン・フェイユ、自転車競技選手
- 4月17日 - ジェド・ラウリー、メジャーリーガー
- 4月17日 - ラッファエレ・パッラディーノ、サッカー選手
- 4月18日 - アメリカ・フェレーラ、女優
- 4月18日 - マルコス・マテオ、プロ野球選手
- 4月19日 - イ・ダヘ、女優
- 4月19日 - ジェニファー・ペリマン、タレント
- 4月20日 - ネルソン・エボラ、陸上競技選手
- 4月20日 - タイソン・グリフィン、総合格闘家
- 4月22日 - アメリ・ベラバ、ミュージシャン（シュガーベイブス）
- 4月23日 - アレクサンドラ・コステニューク、チェス棋士
- 4月23日 - 渡辺明、将棋棋士
- 4月24日 - スティーヴン・ブルサッテ、古生物学者
- 4月27日 - パトリック・スタンプ、ミュージシャン
- 4月28日 - ドミトリ・トルビンスキ、サッカー選手
- 4月28日 - 豊永利行、声優
- 4月28日 - ロムロ・サンチェス、プロ野球選手
- 4月29日 - リナ・クラスノルツカヤ、テニス選手
- 4月29日 - ワン・バオチャン、俳優
- 4月30日 - 岡田直子、コメディアン（吉本新喜劇）
- 4月30日 - ショーン・デバリ、プロレスラー

### 5月
- 5月1日 - 小山慶一郎、歌手、俳優、タレント、NEWSのメンバー
- 5月1日 - ミショ・ブレチュコ、サッカー選手
- 5月2日 - ターボ・セフォロシャ、バスケットボール選手
- 5月3日 - ナム・サンミ、女優
- 5月4日 - サラ・マイアー、フィギュアスケート選手
- 5月6日 - フアン・パブロ・カリーソ、サッカー選手
- 5月7日 - アレックス・スミス、アメリカンフットボール選手
- 5月8日 - デヴィッド・キング、フィギュアスケート選手
- 5月9日 - プリンス・フィルダー、メジャーリーガー
- 5月9日 - チェイス・ヘッドリー、メジャーリーガー
- 5月10日 - エドワード・ムヒカ、メジャーリーガー
- 5月10日 - キャム・ミコライオ、プロ野球選手
- 5月10日 - 丁楊、フィギュアスケート選手
- 5月10日 - ブレント・ボメントレ、フィギュアスケート選手
- 5月11日 - アンドレス・イニエスタ、サッカー選手
- 5月11日 - クリスティアン・オボド、サッカー選手
- 5月14日 - オリー・マーズ、シンガーソングライター
- 5月14日 - ハッサン・イェブダ、サッカー選手
- 5月14日 - マーク・ザッカーバーグ、実業家
- 5月14日 - ミヒャエル・レンジング、サッカー選手
- 5月15日 - ヨアン・デロ、フィギュアスケート選手
- 5月16日 - ダリオ・チヴィタニッチ、サッカー選手
- 5月16日 - ブランドン・マン、プロ野球選手
- 5月17日 - アンドレアス・コフラー、スキージャンプ選手
- 5月17日 - イゴール・デニソフ、サッカー選手
- 5月17日 - クリスティアン・ボラーニョス、サッカー選手
- 5月17日 - パッセンジャー、シンガーソングライター
- 5月18日 - イベット・ラロワ、陸上選手
- 5月18日 - ニキ・テルプストラ、自転車競技選手
- 5月19日 - ヘスス・ダトロ、サッカー選手
- 5月20日 - ディララ・カズモヴァ、歌手、女優
- 5月20日 - ナトゥーリ・ノートン、女優
- 5月22日 - カロリーネ・ヘルフルト、女優
- 5月25日 - マリオン・レイヴン、歌手
- 5月28日 - ミカ・トッド、元ミニモニ。メンバー
- 5月29日 - カーメロ・アンソニー、バスケットボール選手
- 5月30日 - フランク・ハーマン、プロ野球選手
- 5月30日 - サマンサ・ストーサー、テニス選手
- 5月31日 - アンドリュー・ベイリー、メジャーリーガー
- 5月31日 - ネイト・ロビンソン、バスケットボール選手
- 5月31日 - ミロラド・チャビッチ、競泳選手

### 6月
- 6月2日 - タイラー・ファーラー、自転車競技選手
- 6月2日 - ナイダン・ツブシンバヤル、柔道選手
- 6月4日 - プリヤーマニ、女優
- 6月4日 - レイニー・ヤン、歌手、女優
- 6月5日 - ロビンソン・チリノス、メジャーリーガー
- 6月7日 - アリ・コイヴネン、歌手
- 6月7日 - マルセル・シェーファー、サッカー選手
- 6月8日 - ハビエル・マスチェラーノ、サッカー選手
- 6月8日 - マクシ・ペレイラ、サッカー選手
- 6月9日 - ヴェスレイ・スナイデル、サッカー選手
- 6月9日 - クリスティーナ・バイアー、アイスダンス選手
- 6月9日 - ユリエスキ・グリエル、野球選手
- 6月11日 - ヴァグネル・ラヴ、サッカー選手
- 6月12日 - ブルーノ・ソリアーノ、サッカー選手
- 6月12日 - ロジャー・バーナディーナ、メジャーリーガー
- 6月14日 - ヘスス・グスマン、プロ野球選手
- 6月15日 - クリフ・ペニントン、メジャーリーガー
- 6月15日 - ティム・リンスカム、メジャーリーガー
- 6月18日 - ケイティー・オーシャー、フィギュアスケート選手
- 6月18日 - フェルナンド・ロドリゲス、メジャーリーガー
- 6月19日 - ユリア・オベルタス、フィギュアスケート選手
- 6月22日 - シーザー・ラモス、メジャーリーガー
- 6月22日 - ヤンコ・ティプサレビッチ、テニス選手
- 6月23日 - ダフィー、歌手
- 6月24日 - J.J.レディック、バスケットボール選手
- 6月25日 - ローレン・ブッシュ、モデル
- 6月26日 - デロン・ウィリアムス、バスケットボール選手
- 6月26日 - ホセ・バレア、バスケットボール選手
- 6月26日 - ユリヤ・テプリヒ、フィギュアスケート選手
- 6月26日 - レイモンド・フェルトン、バスケットボール選手
- 6月30日 - エカテリーナ・コステンコ、フィギュアスケート選手

### 7月
- 7月1日 - ドナルド・トーマス、走高跳選手
- 7月2日 - ヴィニシウス・マガリャエス、総合格闘家
- 7月2日 - ウラディミール・バレンティン、プロ野球選手
- 7月2日 - ジョニー・ウィアー、フィギュアスケート選手
- 7月2日 - マールテン・マルテンス、サッカー選手
- 7月3日 - ニコラス・ロッシュ、自転車競技選手
- 7月4日 - 赤西仁、歌手、タレント、俳優
- 7月4日 - イ・ジェフン、俳優
- 7月4日 - カズレーザー、お笑いタレント（メイプル超合金）
- 7月4日 - 夢咲ねね、女優
- 7月5日 - ダナイ・ガルシア、女優
- 7月5日 - 山田優、モデル、女優
- 7月6日 - 張昊、フィギュアスケート選手
- 7月7日 - アルフレッド・フィガロ、プロ野球選手
- 7月7日 - アルベルト・アクイラーニ、サッカー選手
- 7月7日 - 坂口智隆、プロ野球選手
- 7月8日 - ダニエラ・サラヒバ、モデル
- 7月9日 - オルソジ・ファスバ、短距離走選手
- 7月9日 - ハンナ・ホール、女優
- 7月9日 - フアン・カルロス・リナレス、野球選手
- 7月10日 - オスカル・エスカンドン、ボクサー
- 7月10日 - 田中圭、俳優
- 7月10日 - マルク・ゴンサレス、サッカー選手
- 7月11日 - セリンダ・スワン、女優
- 7月11日 - タニス・ベルビン、フィギュアスケート選手
- 7月11日 - ベン・スピーズ、オートバイレーサー
- 7月11日 - レイチェル・テイラー、女優
- 7月12日 - 南條愛乃、声優、歌手 (μ's)
- 7月12日 - マイケル・マクガヴァン、サッカー選手
- 7月14日 - サミール・ハンダノヴィッチ、サッカー選手
- 7月14日 - ニウマール・オノラート・ダ・シウバ、サッカー選手
- 7月14日 - ムニル・エル・ハムダウィ、サッカー選手
- 7月14日 - レナルド・バークマン、バスケットボール選手
- 7月15日 - エドガル・バレット、サッカー選手
- 7月16日 - ソロモン・ジョーンズ、バスケットボール選手
- 7月19日 - アダム・モリソン、バスケットボール選手
- 7月19日 - ディアナ・モカヌ、競泳選手
- 7月19日 - ラッセ・イェルツェン、アニメーター、ミュージシャン、映像作家
- 7月21日 - セルゲイ・ベルビーロ、フィギュアスケート選手
- 7月22日 - スチュワート・ダウニング、サッカー選手
- 7月22日 - フリスティナ・ヴァシレヴァ、フィギュアスケート選手
- 7月23日 - ブランドン・ロイ、バスケットボール選手
- 7月24日 - ダニエル・ヴェンデ、フィギュアスケート選手
- 7月25日 - レディー ジェーン（朝鮮語版、英語版）（本名 全智慧）、歌手
- 7月26日 - 丘みどり、演歌歌手
- 7月26日 - キリアコス・イオアヌ、陸上選手
- 7月26日 - ケビン・ジェプセン、メジャーリーガー
- 7月26日 - ブランドン・モロー、メジャーリーガー
- 7月27日 - マックス・シャーザー、メジャーリーガー
- 7月27日 - マリアーノ・バルボサ、サッカー選手
- 7月27日 - ワルテル・ガルガノ、サッカー選手
- 7月28日 - アレクサンドル・グラチェフ、フィギュアスケート選手
- 7月29日 - アンナ・ベッソノバ、新体操選手
- 7月29日 - ウィルソン・パラシオス、サッカー選手
- 7月29日 - チャド・ビリングズリー、メジャーリーガー
- 7月30日 - 小川美佳、ものまねタレント
- 7月30日 - 木村良平、声優

### 8月
- 8月1日 - バスティアン・シュヴァインシュタイガー、サッカー選手
- 8月1日 - 柳智媛（朝鮮語版）、アナウンサー
- 8月2日 - ジャンパオロ・パッツィーニ、サッカー選手
- 8月3日 - ジョナサン・シガー、モデル、タレント
- 8月3日 - マット・ジョイス、メジャーリーガー
- 8月3日 - ライアン・ロクテ、競泳選手
- 8月7日 - ウェイド・ルブラン、メジャーリーガー
- 8月8日 - 橋本マナミ、女優・タレント
- 8月9日 - 古川高晴、アーチェリー選手
- 8月10日 - 速水もこみち、俳優
- 8月11日 - ルーカス・ディ・グラッシ、F1ドライバー
- 8月11日 - メルキー・カブレラ、メジャーリーガー
- 8月11日 - アダム・ブライト、プロ野球選手
- 8月12日 - シェローン・シンプソン、陸上競技選手
- 8月13日 - アリョーナ・ボンダレンコ、テニス選手
- 8月13日 - ニコ・クラニチャール、サッカー選手
- 8月13日 - ブーン・ローガン、メジャーリーガー
- 8月14日 - ジョルジョ・キエッリーニ、サッカー選手
- 8月14日 - ロビン・セーデリング、テニス選手
- 8月15日 - ジェニファー・カーク、フィギュアスケート選手
- 8月17日 - オクサナ・ドムニナ、フィギュアスケート選手
- 8月18日 - ロベルト・フート、サッカー選手
- 8月19日 - アレッサンドロ・マトリ、サッカー選手
- 8月20日 - 森山未來、俳優、ダンサー
- 8月21日 - アリゼ、歌手
- 8月21日 - ダスティン・モルケン、プロ野球選手
- 8月21日 - B.J.アップトン、メジャーリーガー
- 8月22日 - リー・キャンプ、サッカー選手
- 8月23日 - グレン・ジョンソン、サッカー選手
- 8月23日 - リディア・チェプクルイ、陸上競技選手
- 8月24日 - イェソン、歌手 (SUPER JUNIOR)
- 8月24日 - チャーリー・ビラヌエバ、バスケットボール選手
- 8月25日 - ICONIQ、歌手
- 8月26日 - カイル・ケンドリック、メジャーリーガー
- 8月27日 - サリー・ムンタリ、サッカー選手
- 8月27日 - 杉本美香、柔道家・日本代表
- 8月27日 - デヴィッド・ベントリー、サッカー選手
- 8月28日 - アーラ・ベクナザロワ、フィギュアスケート選手
- 8月28日 - サラ・ローマー、女優・モデル
- 8月30日 - 劉艶、フィギュアスケート選手
- 8月31日 - シャール・シュワーツェル、プロゴルファー
- 8月31日 - マイケル・コレノ、フィギュアスケート選手

### 9月
- 9月1日 - 平岡祐太、俳優
- 9月2日 - 唐禹哲、俳優
- 9月3日 - ギャレット・ヘドランド、俳優
- 9月5日 - 上條倫子、NHKアナウンサー
- 9月5日 - クリス・アンカー・セレンセン、自転車競技選手
- 9月6日 - クリスティアン・ラウフバウアー、フィギュアスケート選手
- 9月6日 - トーマス・デッケル、自転車競技選手
- 9月7日 - ベラ・ズボナレワ、テニス選手
- 9月7日 - マウロ・ゴメス、プロ野球選手
- 9月8日 - ヴィタリー・ペトロフ、F1ドライバー
- 9月9日 - ブラッド・グザン、サッカー選手
- 9月9日 - ブレット・ピル、プロ野球選手
- 9月10日 - アンドリュー・ブラウン、プロ野球選手
- 9月10日 - ルーク・トレッダウェイ、俳優
- 9月11日 - クリスチーナ・オブラソワ、フィギュアスケート選手
- 9月11日 - 安田章大、タレント、歌手、俳優、関ジャニ∞
- 9月12日 - ジョン・ヘイマー、フィギュアスケート選手
- 9月13日 - パーカー・ペニングトン、フィギュアスケート選手
- 9月15日 - サセックス公ヘンリー、イギリス国王チャールズ3世次男
- 9月15日 - ルーク・ファンミル、マイナーリーガー（+ 2019年）
- 9月16日 - ケイティ・メルア、シンガーソングライター
- 9月16日 - サブリナ・ブライアン、女優、声優
- 9月17日 - ミッシェル・ファブリツィオ、オートバイレーサー
- 9月18日 - ディジー・ラスカル、ラッパー
- 9月18日 - トラビス・アウトロー、バスケットボール選手
- 9月19日 - ケヴィン・ゼガーズ、俳優
- 9月19日 - ダニー・バレンシア、メジャーリーガー
- 9月20日 - ブライアン・ジュベール、フィギュアスケート選手
- 9月21日 - カルロス・ロサ、プロ野球選手
- 9月21日 - ワーレイ、ラッパー
- 9月22日 - チアゴ・エミリアーノ・ダ・シウバ、サッカー選手
- 9月22日 - テレサ・フー、歌手、女優
- 9月23日 - マット・ケンプ、メジャーリーガー
- 9月24日 - アンナ・ザドロズニュク、フィギュアスケート選手
- 9月25日 - テオドラ・ポシュティッチ、フィギュアスケート選手
- 9月25日 - ビクター・ガラテ、プロ野球選手
- 9月25日 - マイケル・クロッタ、プロ野球選手
- 9月25日 - ラシャード・マキャンツ、バスケットボール選手
- 9月26日 - ウィルフィン・オビスポ、プロ野球選手
- 9月27日 - アヴリル・ラヴィーン、歌手
- 9月27日 - ジョン・ラナン、メジャーリーガー
- 9月27日 - ワウテル・ウェイラント、自転車競技選手（+ 2011年）
- 9月28日 - ライアン・ジマーマン、メジャーリーガー
- 9月29日 - ペア・メルテザッカー、サッカー選手

### 10月
- 10月1日 - アビゲイル・ピーターセン、フィギュアスケート選手
- 10月1日 - クリス・ジョンソン、メジャーリーガー
- 10月1日 - マット・ケイン、メジャーリーガー
- 10月2日 - マリオン・バルトリ、テニス選手
- 10月2日 - リッカルド・ベルタニョン、プロ野球選手
- 10月3日 - アシュリー・シンプソン、歌手・女優
- 10月3日 - ユン・ウネ、女優
- 10月4日 - アントニー・ル・タレク、サッカー選手
- 10月4日 - ドリュー・スタッブス、メジャーリーガー
- 10月4日 - リェーナ・カーチナ、歌手 (t.A.T.u.）
- 10月6日 - アレクサンダー・ガージ、フィギュアスケート選手
- 10月6日 - ジェニファー・ドン、フィギュアスケート選手
- 10月6日 - バレリー・ビリ、陸上競技選手
- 10月7日 - 生田斗真、俳優、タレント
- 10月10日 - トロイ・トゥロウィツキー、メジャーリーガー
- 10月11日 - アレクサンドル・スミルノフ、フィギュアスケート選手
- 10月11日 - マックス・ラミレス、メジャーリーガー
- 10月12日 - ジェイミー・ヴァーナー、元総合格闘家
- 10月13日 - ヘイデン・ペン、プロ野球選手
- 10月14日 - クラウディア・ラウシェンバッハ、フィギュアスケート選手
- 10月14日 - クリス・ジョンソン、プロ野球選手
- 10月14日 - 全炳斗、韓国の野球選手
- 10月16日 - シェイン・ワード、歌手
- 10月17日 - 臼田あさ美、モデル、女優
- 10月18日 - 中司ゆう花、声優
- 10月18日 - フリーダ・ピントー、女優
- 10月18日 - リンゼイ・ボン、スキー選手
- 10月19日 - ジョシュ・トムリン、メジャーリーガー
- 10月19日 - ビートりょう (THE BOHEMIANS)、ミュージシャン
- 10月19日 - 藤田咲、声優
- 10月20日 - フロラン・シナマ＝ポンゴル、サッカー選手
- 10月22日 - 佐藤俊作、俳優
- 10月22日 - 関根麻里、女優・タレント
- 10月23日 - イザベル・グラール、ファッションモデル
- 10月24日 - 木村カエラ、歌手、ファッションモデル
- 10月25日 - ケイティ・ペリー、シンガーソングライター
- 10月26日 - アドリアーノ・コレイア、サッカー選手
- 10月26日 - サーシャ・コーエン、フィギュアスケート選手
- 10月26日 - ジェフェルソン・ファルファン、サッカー選手
- 10月27日 - ブレイディ・クイン、NFL選手
- 10月28日 - オバフェミ・マルティンス、サッカー選手
- 10月29日 - ホセ・ミハレス、メジャーリーガー
- 10月30日 - シェーン・ロビンソン、メジャーリーガー
- 10月31日 - 赤羽根健治、声優

### 11月
- 11月1日 - スティーブン・ボート、メジャーリーガー
- 11月1日 - ミロシュ・クラシッチ、サッカー選手
- 11月2日 - ジュリア・ステグナー、ファッションモデル
- 11月3日 - 錦戸亮、俳優、タレント、歌手、関ジャニ∞
- 11月3日 - 福井未菜、女優
- 11月3日 - ブランドン・ディクソン、プロ野球選手
- 11月4日 - アイラ・ユスフ、サッカー選手
- 11月5日 - 把瑠都凱斗、元大相撲力士
- 11月6日 - リッキー・ロメロ、メジャーリーガー
- 11月6日 - ロビー・ウィドランスキー、野球選手
- 11月7日 - アメリア・ベガ、ミス・ユニバース
- 11月9日 - ク・ヘソン、女優
- 11月9日 - ジョエル・ズマヤ、メジャーリーガー
- 11月9日 - SE7EN、歌手
- 11月9日 - デルタ・グッドレム、歌手
- 11月10日 - ケンドリック・パーキンス、バスケットボール選手
- 11月10日 - 小林直己、三代目J Soul Brothers、EXILEのメンバー
- 11月11日 - ヒルトン・アームストロング、バスケットボール選手
- 11月12日 - シーザー・ヒメネス、イタリアンベースボールリーガー
- 11月12日 - パク・サンダラ、歌手 (2NE1)
- 11月12日 - ベンジャミン・オコルスキー、フィギュアスケート選手
- 11月12日 - ヤン・ツィ、テニス選手
- 11月14日 - ヴィンチェンツォ・ニバリ、自転車競技選手
- 11月14日 - フェリックス・ペレス、プロ野球選手
- 11月14日 - マリヤ・シェリフォヴィッチ、歌手
- 11月17日 - 佐藤めぐみ、女優
- 11月17日 - 葉山いくみ、声優
- 11月18日 - 千葉涼平、アーティスト (w-inds.)
- 11月19日 - ホルヘ・フシーレ、サッカー選手
- 11月20日 - レイトン・ベインズ、サッカー選手
- 11月21日 - アルバロ・バウティスタ、オートバイレーサー
- 11月21日 - ジェナ・マローン、女優
- 11月21日 - ジョシュ・ブーン、バスケットボール選手
- 11月22日 - アントン・トカレフ、フィギュアスケート選手
- 11月22日 - スカーレット・ヨハンソン、女優
- 11月22日 - ヨニ・ラソ、元マイナーリーガー
- 11月23日 - キャスパー・ウェルズ、メジャーリーガー
- 11月23日 - ルーカス・グラビール、俳優・歌手
- 11月23日 - ロバート・コエロ、メジャーリーガー
- 11月24日 - カギソ・ディクガコイ、サッカー選手
- 11月24日 - ジョエル・グスマン、プロ野球選手
- 11月25日 - ギャスパー・ウリエル、俳優
- 11月26日 - アントニオ・プエルタ、サッカー選手（+ 2007年）
- 11月28日 - アンドリュー・ボーガット、バスケットボール選手
- 11月28日 - エリザベス・パットナム、フィギュアスケート選手
- 11月28日 - トレイ・ソングス、シンガーソングライター
- 11月28日 - マーク＝アンドレ・フルーリー、アイスホッケー選手
- 11月28日 - メアリー・エリザベス・ウィンステッド、女優
- 11月29日 - カトレゴ・ムフェラ、サッカー選手
- 11月29日 - ラスムス・リンドグレン、サッカー選手
- 11月30日 - アラン・ハットン、サッカー選手
- 11月30日 - オリガ・リパコワ、陸上競技選手
- 11月30日 - ナイジェル・デ・ヨング、サッカー選手

### 12月
- 12月3日 - エレーナ・ロマノフスカヤ、フィギュアスケート選手
- 12月3日 - ファン・パブロ・フランシア、サッカー選手
- 12月5日 - アブデルカデル・ゲザル、サッカー選手
- 12月5日 - ジョシュ・ルーキー、プロ野球選手
- 12月5日 - ロコ・ウキッチ、バスケットボール選手
- 12月7日 - カレン・コン、マレーシアの歌手
- 12月7日 - リュドミラ・ネリディナ、フィギュアスケート選手
- 12月7日 - ロバート・クビサ、F1ドライバー
- 12月8日 - エマ・グリアン、陸上競技選手
- 12月8日 - TAKAHIRO、歌手、俳優、EXILE
- 12月8日 - ニッキー・ミナージュ、歌手
- 12月8日 - バダ・ハリ、キックボクサー
- 12月11日 - 加藤順大、サッカー選手
- 12月11日 - レイトン・ベインズ、サッカー選手
- 12月12日 - ダニエル・アッゲル、サッカー選手
- 12月12日 - マテュー・ラダニュー、自転車競技選手
- 12月13日 - サンティ・カソルラ、サッカー選手
- 12月15日 - コール・ガーナー、野球選手
- 12月15日 - マルティン・シュクルテル、サッカー選手
- 12月16日 - マリオ・サンティアゴ、プロ野球選手
- 12月16日 - ユリア・シャピロ、フィギュアスケート選手
- 12月17日 - 福田明日香、歌手
- 12月18日 - ジュリアーノ・ラッツォーリ、アルペンスキー選手
- 12月19日 - イアン・ケネディ、メジャーリーガー
- 12月20日 - アンドレイ・マキシミーシン、フィギュアスケート選手
- 12月21日 - ヴォーン・チピアー、フィギュアスケート選手
- 12月21日 - ジャクソン・ラスボーン、俳優
- 12月22日 - ベースハンター、ミュージシャン
- 12月23日 - ジョシュ・サティン、メジャーリーガー
- 12月24日 - ウォーレス・スピアモン、陸上競技選手
- 12月25日 - ナタリア・ギマランエス、モデル
- 12月26日 - ベリー・ファンドリエル、野球選手
- 12月28日 - キンバリー・ミックル、陸上競技選手
- 12月28日 - 增菘瑋、野球選手
- 12月28日 - マルティン・カイマー、プロゴルファー
- 12月30日 - セルヒオ・ガデア、オートバイレーサー
- 12月30日 - レブロン・ジェームズ、バスケットボール選手

## ノーベル賞
- 物理学賞 - カルロ・ルビア（イタリア）、シモン・ファンデルメール（オランダ）
- 化学賞 - ロバート・メリフィールド（アメリカ）
- 生理学・医学賞 - ニールス・イェルネ（デンマーク）、ジョルジュ・J・F・ケーラー（ドイツ）、セーサル・ミルスタイン（アルゼンチン、イギリス）
- 文学賞 - ヤロスラフ・サイフェルト（チェコスロバキア）
- 平和賞 - デズモンド・ムピロ・ツツ（南アフリカ）
- 経済学賞 - リチャード・ストーン（イギリス）